# Kübra (Fernsehserie)
Kübra ist eine türkische Dramaserie, die auf dem gleichnamigen Buch von Afşin Kum aus dem Jahr 2020 basiert.
Die erste Staffel wurde am 18. Januar 2024 auf Netflix veröffentlicht. Am 6. Juni 2024 erschien die zweite Staffel.

## Inhalt
Gökhan lebt in einem Vorort von Istanbul. Er versucht, sein Leben in den Griff zu bekommen, um seine große Liebe heiraten zu können. Doch sein Alltag gerät ins Wanken, als er über eine Online-Plattform seltsame Nachrichten von einem Nutzer namens Kübra erhält. Anfangs schenkt er diesen wenig Beachtung, doch mit der Zeit erkennt er, dass hinter den Nachrichten mehr steckt. Kübra teilt ihm geheime Informationen und Warnungen mit, die selbst für Außenstehende unbekannt sind, einschließlich überraschender Ereignisse. Als Gökhan beginnt, diese Botschaften ernst zu nehmen, wird er in eine schwierige Aufgabe hineingezogen, bei der er sowohl auf Gegner als auch auf Verbündete trifft. Am Ende sieht er sich gezwungen, in einem Konflikt Stellung zu beziehen, den er als "Kampf zwischen Dunkelheit und Licht" wahrnimmt.

## Besetzung und Synchronisation
Die deutschsprachige Synchronisation entstand nach den Dialogbuch von Daniel Faltin (Folge 1 bis 4) und Normann Pfau (Folge 5 bis 8) sowie unter der Dialogregie von Daniel Faltin durch die Synchronfirma Iyuno Germany GmbH.
| Rolle            | Schauspieler          | Synchronsprecher  |
| ---------------- | --------------------- | ----------------- |
| Gökhan Şahinoğlu | Çağatay Ulusoy        | Jaron Löwenberg   |
| Fırat            | Ahmet Kurt            | Jakob Gisbertz    |
| Gülcan           | Ahsen Eroğlu          | Emilia Raschewski |
| Haluk            | Bülent Düzgünoğlu     | Peter Lontzek     |
| Hamit Usta       | Nişan Şirinyan        | Tim Moeseritz     |
| Merve            | Aslıhan Malbora       | Daniela Molina    |
| Dilek            | Nazan Kesal           | Gundi Eberhard    |
| Salih            | Cihan Talay           | Daniel Welbat     |
| Serhat           | Aytek Şayan           | Jeremias Koschorz |
| Ruşen            | Girayhan Çilingiroğlu | Tobias Diakow     |

## Produktion
Produziert wurde der Film von OGM Pictures, als Produzent fungierte Cem Chaban. Regie führten Duru Taylan und Yağmur Taylan. Die Kamera führte Firar Güney Kayran, die Montage verantworteten Yusuf Ziya Kaya und Tunçer Sengün. In den Hauptrollen spielen Çağatay Ulusoy, Aslıhan Malbora und Ahsen Eroğlu.